# Blind Faith (band)
Blind Faith was een Britse supergroep bestaande uit Steve Winwood (toetsen en leadzang), Rick Grech (basgitaar), Ginger Baker (drums) en Eric Clapton (gitaar en achtergrondzang). De band bestond van 1968 tot 1969.

## Geschiedenis
Na het stoppen van Cream vormden Clapton en Baker een band met als doel een meer op folkrock georiënteerd geluid te laten horen, zoals The Band op het album Music from Big Pink. De nieuwe band werd gecompleteerd door Steve Winwood (ex-Traffic) en Rick Grech (ex-Family).
Na slechts één lp en één Amerikaanse tournee viel ook Blind Faith uit elkaar. Reden hiervoor was dat de band voortdurend vergeleken werd met Cream waarin Baker en Clapton hadden gespeeld. Dit leverde ergernis op, omdat Blind Faith een andere muziekstijl speelde die veel meer leek op die van Traffic. Gaandeweg speelde Blind Faith vooral songs van Cream om het publiek tevreden te houden. Bovendien maakte Ginger Baker voortdurend ruzie met Winwood, een extra reden voor Eric Clapton om met deze band te stoppen: hij had in Cream hetzelfde meegemaakt met Baker.

## Discografie
- Blind Faith (1969)
- Crossroads - Live bootleg (1969)
- Hyde and seek bootleg (1969)
- Live Berkeley ca 8-26-69 (1969)
- Live in Gotenburg bootleg
- Morgan Studios Rehearsals bootleg (1969)
- Rated - X (1969)
- Studio outtakes bootleg (1969)
- You can all join in (live) bootleg (1969)
- Blind Faith - Deluxe Edition (2000)
- The Lost Concert Performance (2020)

### NPO Radio 2 Top 2000
| Nummer met noteringen in de NPO Radio 2 Top 2000 | '99  | '00  | '01  | '02  | '03 | '04  |
| ------------------------------------------------ | ---- | ---- | ---- | ---- | --- | ---- |
| Well All Right                                   | 1414 | 1407 | 1513 | 1565 | -   | 1761 |

1. ↑  Een '-' betekent dat het nummer niet was genoteerd en een vetgedrukt getal geeft de hoogste notering aan.
2. ↑  Deze tabel is bijgewerkt tot en met de laatste editie (2024).